# Очаран, Летисия
Летисия Очаран (исп. Leticia Ocharán; 1942—1997) — мексиканская художница и соосновательница нескольких музеев.

## Биография
Очаран изучала искусство в Школе пластических искусств Веракруса (Escuela de Artes Plásticas de Veracruz), а также в школе Escuela de Iniciación Artistica Национального института изящных искусств в Мехико под руководством Сальвадора Брибьески, Хесуса Альвареса Амайи и Хосе Марина Боскеда.
Работы Очаран были представлены на 53 персональных выставках и десятках групповых выставок по всему миру, включая Мексику, Чили, Пуэрто-Рико, Аргентину, Уругвай, Россию, США, Польшу, Германию и другие страны. Уже будучи профессиональной художницей, она сотрудничала в СМИ со статьями и очерками по искусствоведению, была автором книг, иллюстратором культурных приложений к газетам и журналам.
Очаран выступила соучредительницей нескольких музеев, в том числе Музея современного искусства в Пацкуаро и Музея современного искусства Морелии (оба в штате Мичоакан, Мексика). Прославилась своими картинами и гравюрами, была соосновательницей мастерской Taller de Expresión Artistica.
Будучи активисткой за права художников, она отстаивала авторские права творцов и их свободное перемещение через границы. Она возглавляла Ассоциацию художников-пластиков Мексики AC-ARTAC, а также Мексиканский комитет Международной ассоциации пластических искусств, AIAP, связанной с ЮНЕСКО, с 1988 по 1994 год. В своих работах для газет и журналов она привносила феминистическую оптику и неоднократно затрагивала тему искусства, созданного женщинами.
Её работы хранятся в многочисленных национальных и международных государственных и частных коллекциях, в том числе в Музее солидарности Сальвадора Альенде в коллекции Фонда Табаско (Fondo Tabasco) и других. Её фрески можно увидеть в Вильяэрмосе и Ла-Венте, Табаско.